# Кафедральный собор Сантьяго-де-Чили
Кафедральный собор Сантьяго-де-Чили (исп. Catedral Metropolitana de Santiago de Chile) ― резиденция архиепископа Сантьяго-де-Чили и главный храм одноимённой архиепархии. Расположен в историческом центре города Сантьяго на северо-западном углу Пласа-де-Армас.
Строительство собора в стиле барокко началось в 1753 году и завершилось в 1799 году. Его архитектором является итальянец Джоакино (Хоакин) Тоеска. В конце XIX века была проведена реконструкция собора, которая придала ему современный неоклассический вид; тогда же были возведены две башни, значительно увеличившие высоту храма.
Поскольку Сантьяго расположен на линии Атакамского разлома, город часто страдает от землетрясений. В отличие от других исторических зданий Сантьяго, кафедральный собор был построен без учёта этой угрозы, поэтому он несколько раз подвергался повреждениям (начиная с XVI века на месте собора располагались другие церкви, которые были уничтожены в результате землетрясений). В 2018 году были проведены испытания конструкции сооружения на прочность. 
В 1951 году собор получил статус национального исторического памятника Чили.

## Галерея

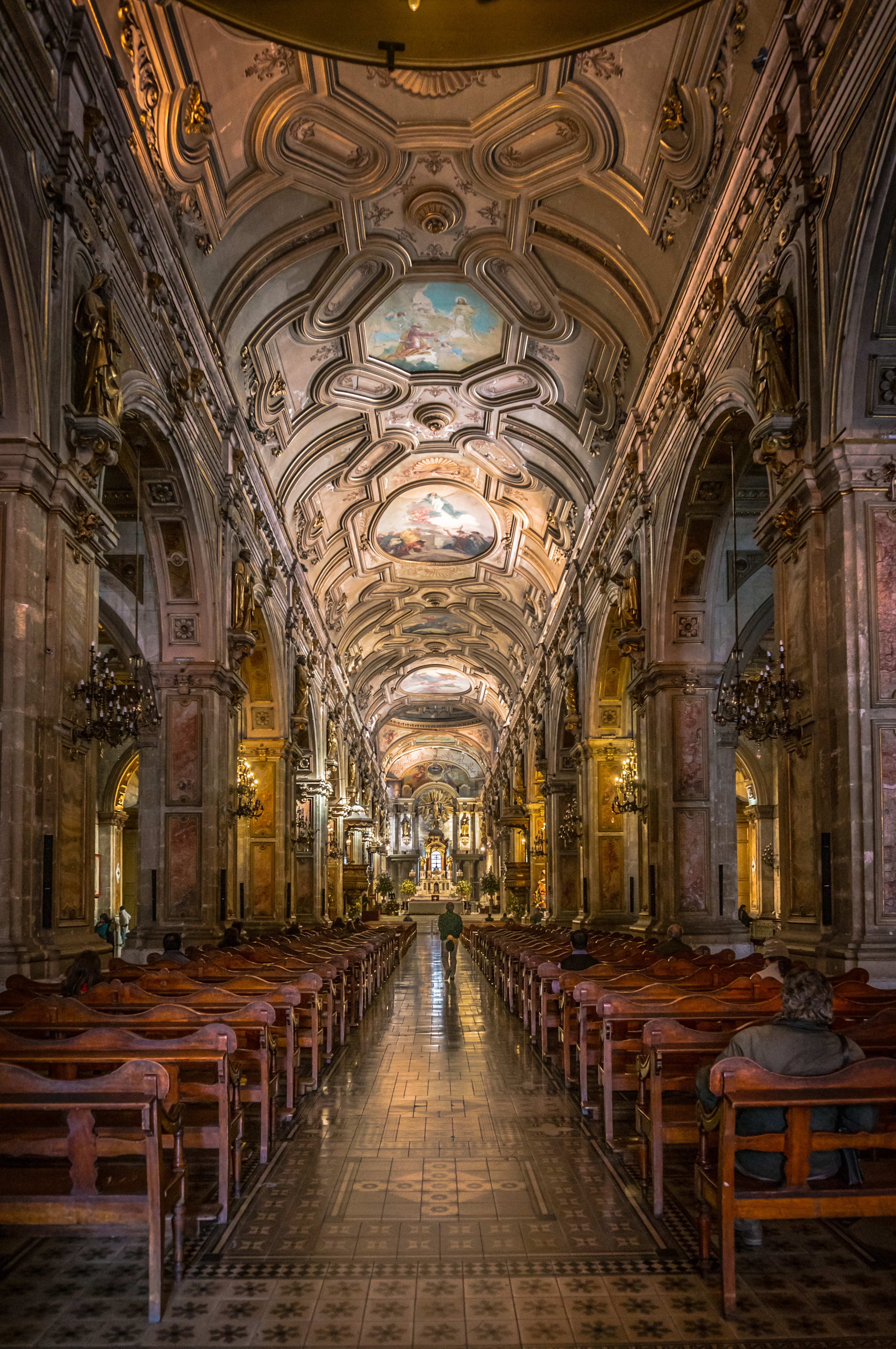
Интерьер собора
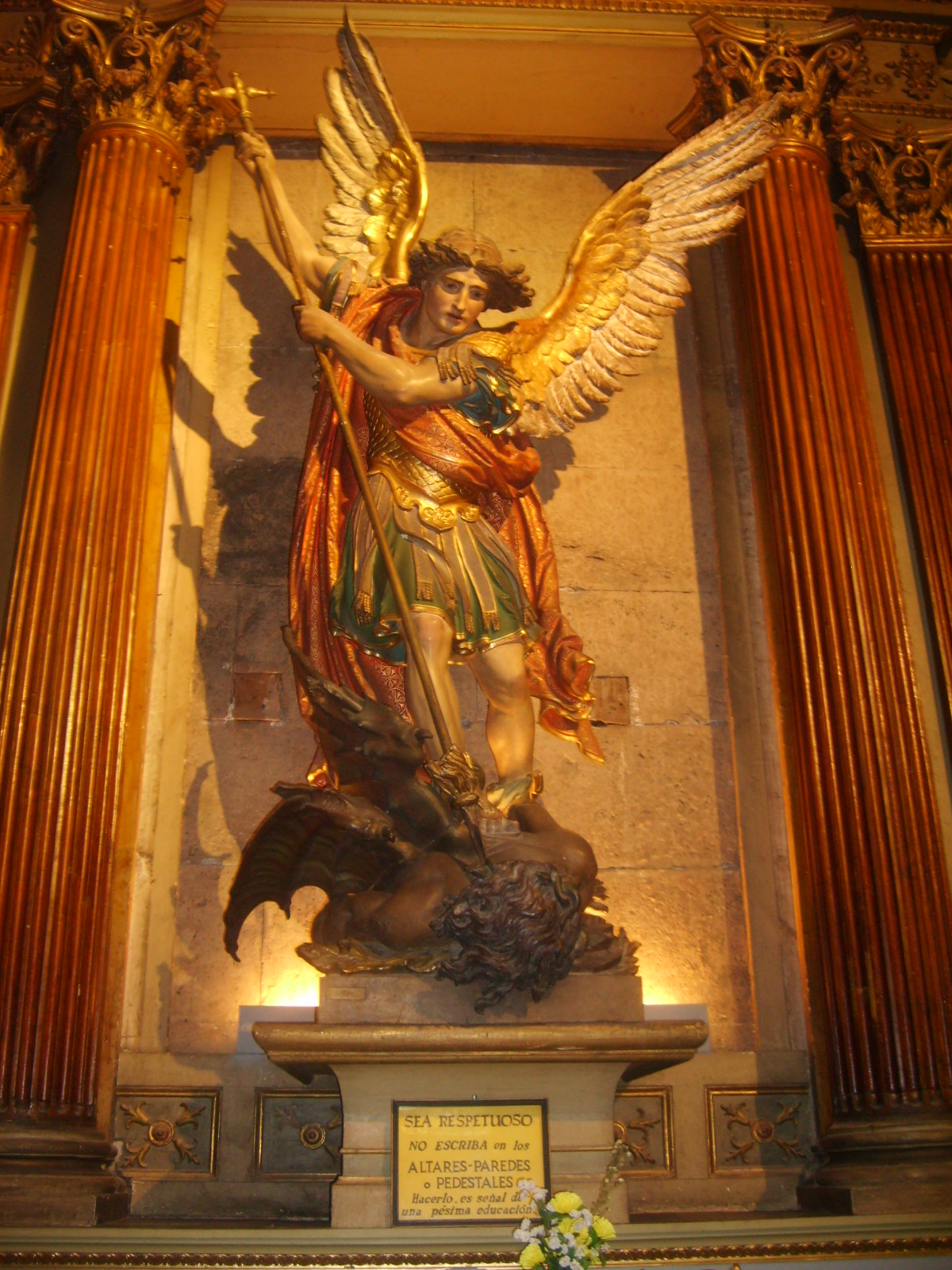
Алтарь архангела Михаила
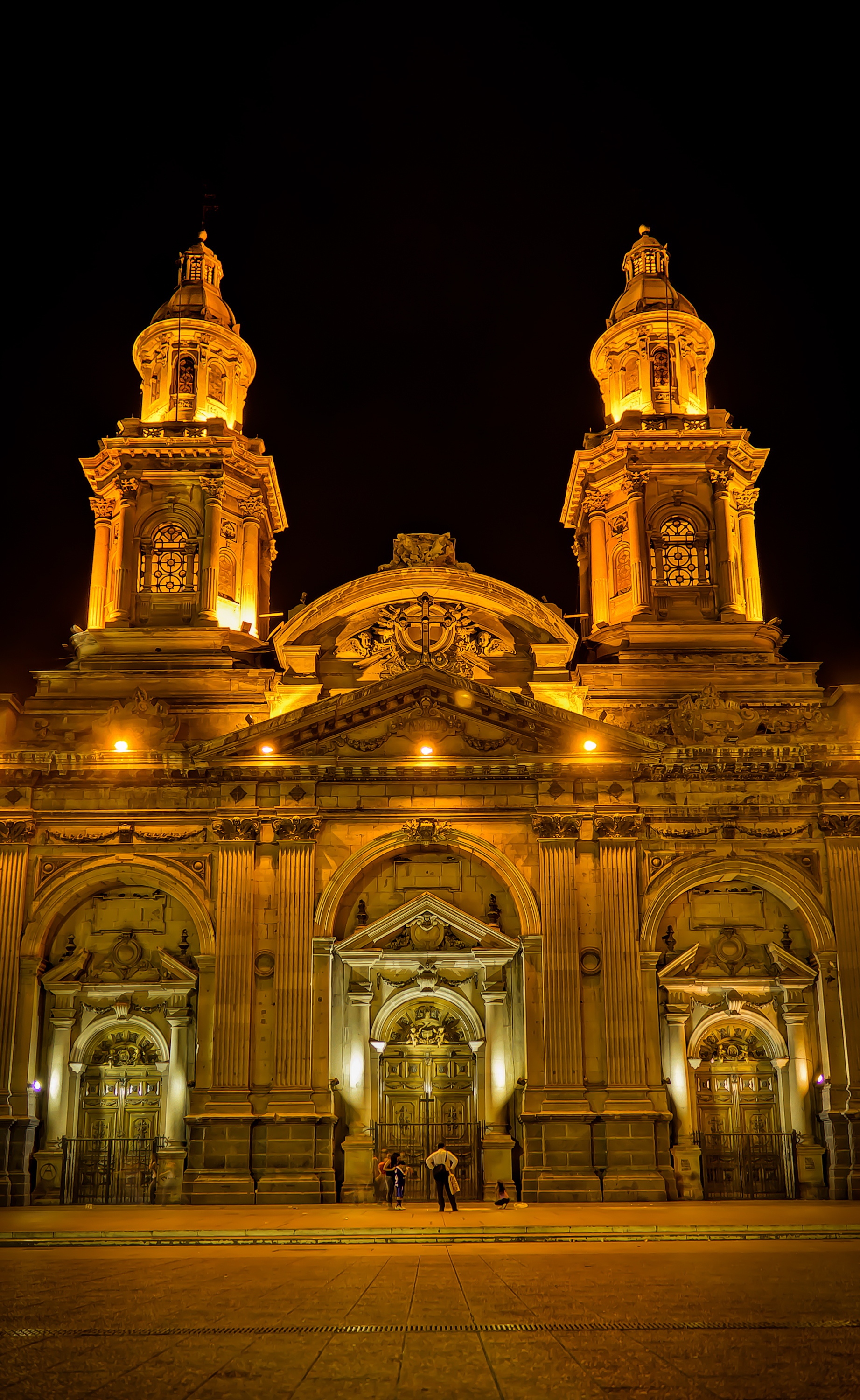
Собор ночью
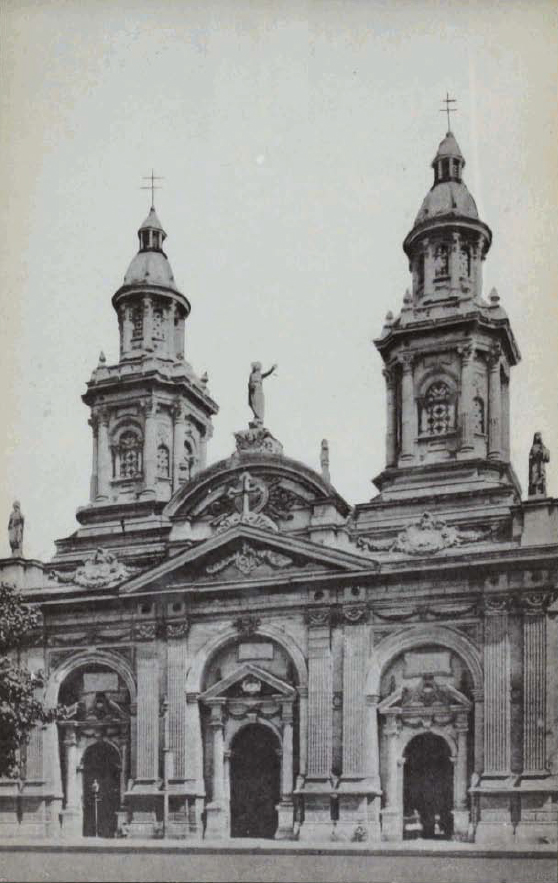
Фото 1915 года